# Ревифья
Ревифья (греч. Ρεβύθια или греч. Ρεβύθια σούπα) — традиционный греческий постный суп из нута. Для приготовления этого супа нут замачивают с небольшим количеством пищевой соды на ночь. После замачивания горох тщательно промывают и варят около двух часов, затем добавляют лук, специи и варят ещё около часа. Если суп получился жидким, то его загущают рисом или мукой. За несколько минут до окончания приготовления в суп добавляют лимонный сок. Перед подачей ревифью настаивают около получаса.